# 2019冠状病毒病疫情相关国际援助

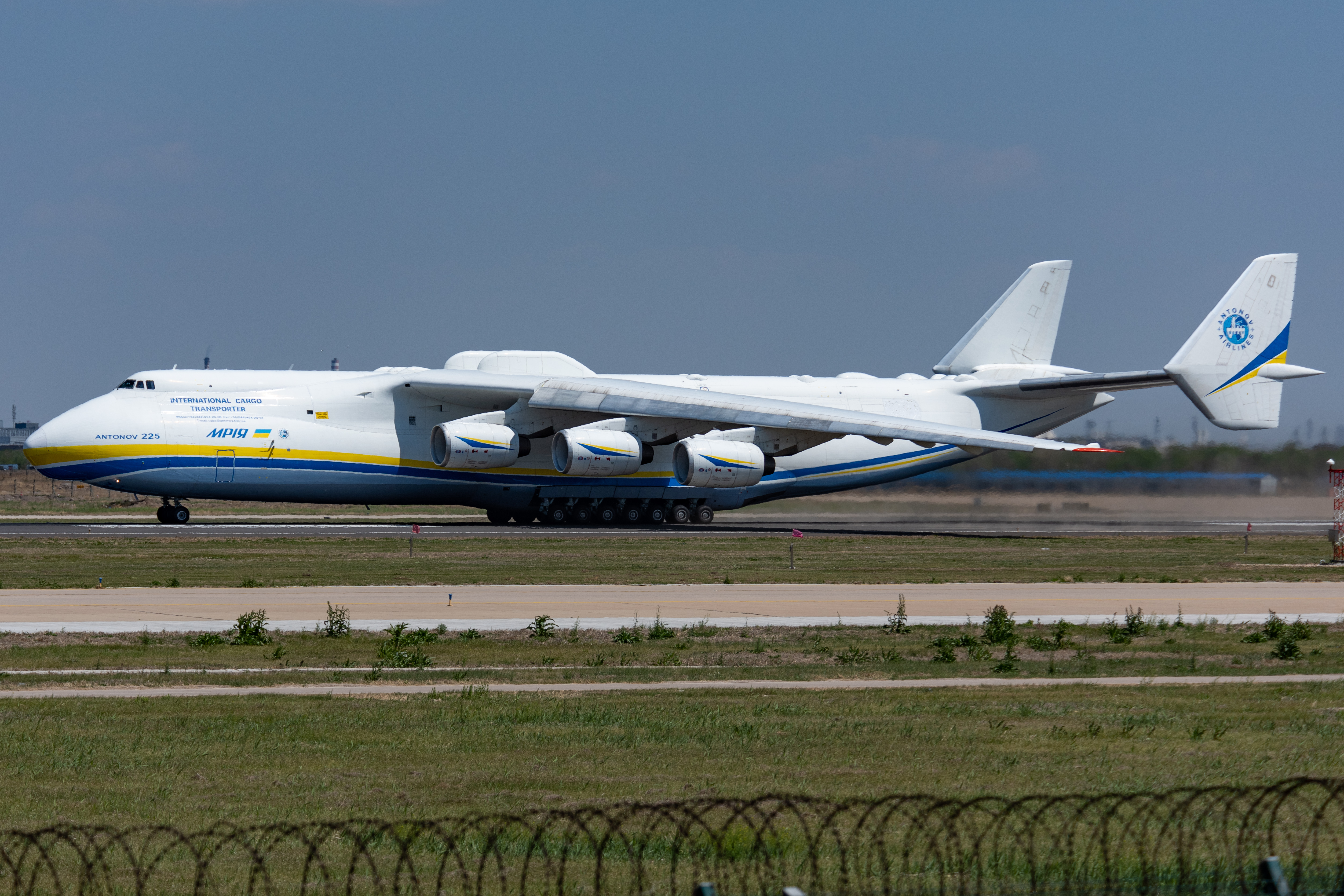
2020年4月，波兰、法国、德国等国先后租用安托諾夫安-225運輸機从中国运输防护物资

本条目旨在列举针对2019冠状病毒病疫情，世界各地收到的国际援助情况及其反响。下表按照收到援助的国家或地区分类。

## 亚洲国家和地区收到

### 中国大陆收到

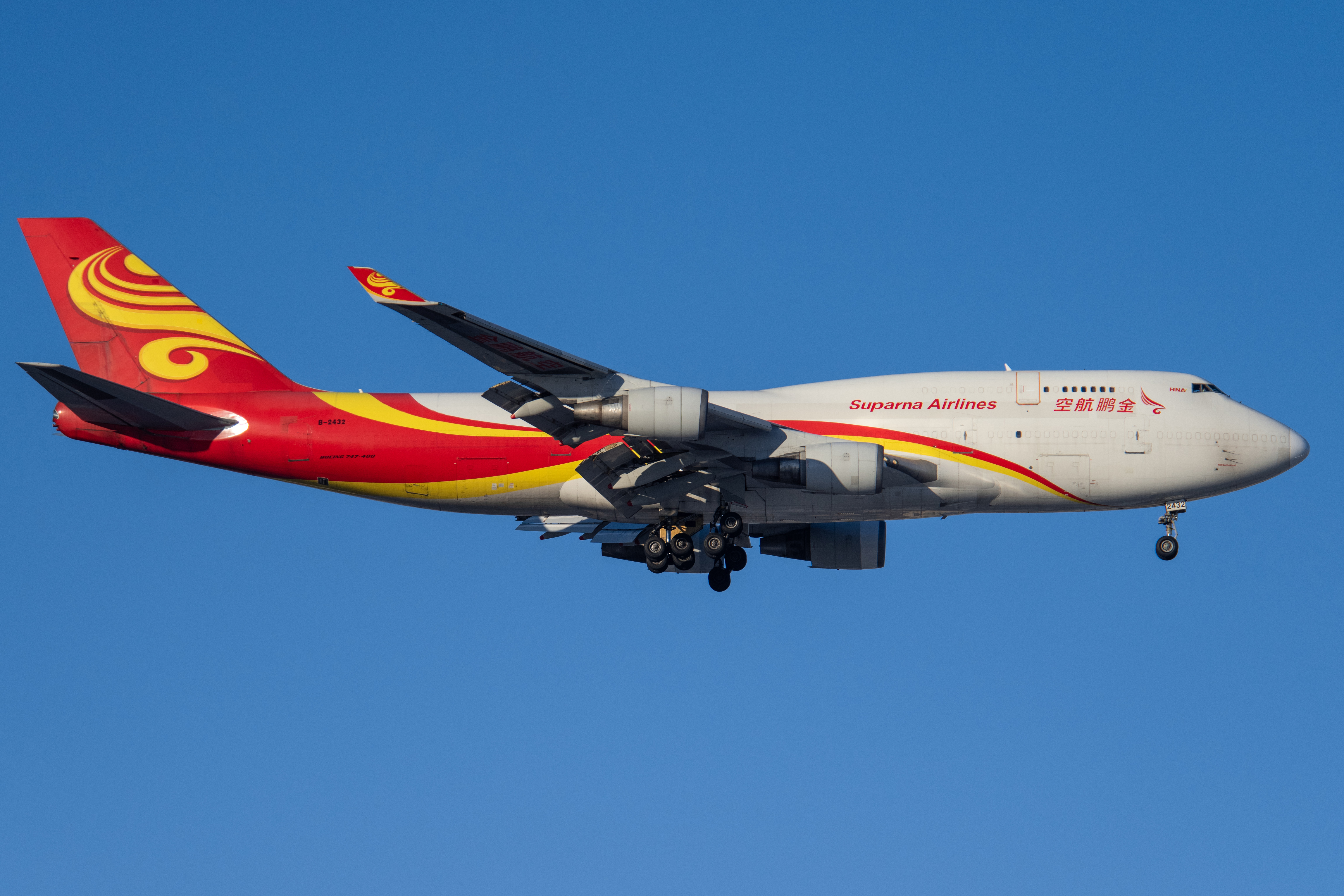
2月8日，金鵬航空Y87409次货运包机搭载22.5吨医疗防疫物资从斯洛伐克运抵北京首都国际机场

2月26日，广东省第一批援鄂医疗队队员在《柳叶刀》发表通讯，称武汉当地物资和人员依旧短缺，希望国际医务工作者前来援助。两名医务人员在文章末尾呼吁，虽然已有大量国内医务人员自愿来到武汉进行支援，他们仍然需要更多的帮助。

#### 来自日本
1月26日，日本民间捐助一批防疫口罩，經四川航空運抵成都後送至武漢。有台湾媒体认为并非日本捐贈，而是向日本購買，但据日本媒体报道及日本國駐重慶總領事館聲明证实为捐赠。
2月3日，日本醫藥NPO法人仁心會、日本湖北總會、Huobi Global、株式會社Incuba Alpha四家機構捐予湖北物資，寫上「豈曰無衣？與子同裳。」（出自《詩經·秦風·無衣》） 及「山川異域，風月同天」。
2月9日，中國山西衛視停播電視劇《紅高粱》並改播其他節目，有網民向電視台官方微博查詢，獲回覆劇集後20集涉及抗日情節，考慮到日本友好援助中國抗擊疫情，決定暫停播出，今後再播。
2月10日，自民黨幹事長二階俊博在幹部會議後的記者會上表示，針對在中國大陸發生的新型肺炎感染擴大，自民黨將從黨內的國會議員3月的經費中統一先行扣除5000日元向中國大陸提供支援資金。

#### 来自韩国
1月24日，大韓民國國務總理丁世均召開肺炎緊急會議，其间表示，韩国政府计划通过包机向中国提供200万个口罩、10万件防护服等医疗物资，并正在与中方协商其他支援方案。
1月28日，韓國政府表示:「將與中國合作，向中國支援200萬張口罩和100萬張醫用口罩。」發表後造成口罩價格飛漲，出現「囤蟲」(韓語：껑충，囤積大量口罩使價格上漲再拋售的人)，KF80口罩價格從每張500韓元在一天內直接翻倍為1000韓元一張。1月30日，某電子商務銷售Medichaeld KF94超細顆粒黃沙防疫口罩G30個裝售價爲15萬韓元，相當於每張5000韓元。shude的KF94超細顆粒沙塵暴口罩10個裝價格爲5萬韓元，相當於每張5000韓元。東亞製藥的黃沙口罩大型KF94每張售價爲1200韓元。
1月30日，韩国政府向中方正式提供了价值500万美元的防疫物资。
其后，韓國人民強烈批評政府向中國大陸捐贈300萬個口罩，政府解釋說：「口罩全部是中國留學校友聯會和武漢大學韓國校友會自發準備的。」意味是韓國政府幫助國內民間團體的捐贈。1月24日，武漢大學企業家校友會擬定將韓國防疫物資運往中國的計劃。1月25日元旦採購團在韓國「瘋狂」採購物資。同一天，武漢大學官方微信公众号也顯示相關訊息。
2月4日，中華人民共和國外交部發言人華春瑩在例行記者會上僅對日本表示「非常感動」，並一一列舉了援助項目。韓國在5日才被提及。作爲21個防疫物品支援國之一，他只提到了國名。一位熟悉口罩運送過程的人士說:「從中國的立場來看，韓國政府只是支援了用自己(中國人)錢購買的160萬張口罩，並不是能讓人感動的事情。」

#### 来自美国
2020年1月28日，美国卫生与公众服务部部长亚历克斯·阿扎在新闻发布会上表示，1月6日、27日和28日美国通过三种渠道向中国提议，派遣美国疾病控制与预防中心（CDC）团队协助中国防疫，敦促中國應更加合作。
2月2日，美國國家安全顧問羅伯特·C·奧布萊恩對CBS《面對國家》節目表示，讚賞中國對疫情的處理較以往更加透明，同時指美國醫療衛生人員經驗豐富，惟中國仍未同意美國派遣CDC人員協助抗疫。翌日，中華人民共和國外交部回應指美国政府迄未向中方提供任何实质性帮助，已歡迎美國專家加入世界衛生組織專家組，得知美國已向世衛提交專家名單，中國將繼續與各國加强合作。
2月3日，白宮表示中華人民共和國已接受美國提議，同意美國派遣專家加入世界衛生組織專家組，前往中國了解情況。中華人民共和國外交部则在2月4日表示注意到美國多次表示願意提供援助，希望有關援助早日到位。中國外交部發言人華春瑩在2月5日的網上記者會表示，美國一些企業和機構也對中國抗擊疫情表示支持並提供援助；來自美方的一批援助防疫物資2月4日運抵武漢。
2月8日，美國國務卿蓬佩奧在Twitter和美國駐華大使館在微博發文表示會「從現有資金中再撥款1億美元，支持中國抗擊新型冠狀病毒。」。
3月20日，中华人民共和国的外交部例行记者会中，发言人耿爽表示中国政府从未收到以美国政府名义捐助的资金或物资；美国国际开发署也曾表示給與中國援助，但是中國未曾收到。4月3日華春瑩在記者會上反應，美國在3月11日才向中國表示物資準備好，中国方面考虑疫情已經受到控制，向美國表示「已不再需要，請給其他更需要的國家」。

#### 来自马来西亚
马来西亚救助组织#OpsHarapan计划收集10,000枚N95口罩，以援助武汉。马来西亚共捐赠了1800万件医用手套，以帮助中国抗击该病毒。马来西亚沙巴州政府也为“武汉基金”筹集了约200万令吉，协助中国度过新冠肺炎的难关，而一开始的目标是捐赠100万令吉，尽管所收到的款项超过了目前的总额，当地慈善家也捐款了40,000令吉（9,548美元）。筹款活动是由沙巴州政府和中国社团在名为“我们爱，我们关心”的联合活动中组织的。马来西亚的一群音乐家还发表了一首歌以支持中国抗击病毒。这首歌名为“ You Are Not Alone”，并在马来西亚首都吉隆坡的一场演出中被收录。

### 伊朗收到
2月29日凌晨，中國紅十字會志願專家團隊一行5人抵達首都德黑蘭向伊朗提供援助，並攜帶了部分中方援助的醫療物資。
3月19日，为帮助伊朗抗击疫情，解放军向伊朗武装力量紧急提供核酸检测试剂盒、防护服和一次性医用外科口罩等医疗物资。

### 伊拉克收到
3月7日晚间，中国红十字会总会组织的医疗专家一行七人携检测试剂、PCR仪、口罩、防护服、重症医疗抢救设备等防疫物资抵达伊拉克，协助应对疫情。

### 朝鲜收到
2月21日，大韓民國政府強調，將會視疫情狀況，討論兩方政府之醫療與技術合作。
2月24日，聯合國安全理事會對朝制裁委員會通過紅十字會與紅新月會國際聯合會向朝鮮當局提供醫療設備與診斷試劑的救援物資制裁豁免。26日，聯合國安全理事會對朝制裁委員會通過第二個被核准的制裁豁免待遇，係由無國界醫生申請的救援物資制裁豁免。29日，聯合國安全理事會對朝制裁委員會通過由世界衛生組織所申請的申請的救援物資制裁豁免。
2月27日，俄羅斯外交部透過推特表示，同意朝鮮當局的請求，捐贈了1500個新型冠狀病毒的檢測儀器。針對相關請求細節，俄羅斯並沒有公開相關的請求時間、運送渠道等資訊。
2月28日，韓國開發研究院針對此次防疫狀態，邀請朝鮮當局專家召開協調會，協調重點包含「朝鮮當局的防疫措施」、「兩韓醫療與技術合作的可能性」。
韓國統一部於3月3日表示，針對向朝鮮當局援助的物資，與民間團體與國際機構協商中。針對相關的援助，韓國統一部表示將遵循相關程序進行，但截至當日尚未與朝鮮當局正式進行相關協商與接收相關需求物資的資料。翌日，韓國統一部更改先前說法，表示基於考量韓國國內感染情形及朝鮮當前局勢發展，推進南北談話、合作在現階段有難度，因此優先穩定國內疫情狀況，暫不考慮與朝鮮進行衛生合作磋商。
3月4日，聯合國人權委員會日本代表表示，擔心對於物資援助只有傳遞給朝鮮政府高層
3月5日，韓國統一部召開例行記者會指，韓國當局並未向朝鮮當局提供與支援防疫口罩，也沒有民間團體提出向朝鮮當局資源援助的申請，並指現行朝鮮防疫人員所佩戴的口罩為朝鮮當局自主研發的。韓國統一部於記者會表示，針對朝鮮配戴韓國製造的口罩可能是在疫情之前透過不同途徑自中國進入當地，並非是近日所發生的事情，而Yuhan Kimberly經韓國統一部調查後，確認該公司沒有向朝鮮當局出口口罩，按韓國現行法規，該類報導已定調為「假新聞」，將要求相關播報媒體進行更正報導與加強事實查核，或考慮採取法律措施進行仲裁。

### 马来西亚收到
在马来西亚政府在后期遏制行动中颁布限制活动令之后，中国政府通过其驻马来西亚大使白天表示，他们将致力于通过提供口罩和消毒剂来提供援助，以帮助马来西亚遏制病毒的进一步传播3月18日，中国亚洲经济发展协会执行会长权顺基宣布捐赠10万个口罩予马来西亚，是中国首批捐赠给马来西亚的抗疫物资，预计将会有更多抗疫物资与专业医护人员驰援大马。根据消息人士指出，这批抗疫物资仍在筹集与点算中，胥视大马冠病疫情所需，因此仍未结算将捐给大马的抗疫物资总数量。这个消息较后也获卫生总监诺希山证实，并向驻马大使馆表示感谢。
2021年11月15日，日本通过国际协力机构（JICA）向马来西亚卫生部捐款价值600万令吉的冷链设备，包括184台冰箱、1343台冷藏箱、1579台数据记录器。卫生部长凯里·贾马鲁丁在举行移交仪式上赞扬日本政府在大流行期间的无私奉献以及帮助其他国家抗击Covid-19病毒的立场。日本驻马来西亚大使冈浩先生对马来西亚政府制定的疫苗接种程序流畅表示赞赏，并对马来西亚在疫苗接种计划中平等对待在马来西亚的日本公民。

### 韩国收到
韩国疫情于20日大暴发後，由上海市政府通过韩国驻上海总领事馆向疫情严重的韩国大邱、庆北地区捐赠50万只口罩。
3月6日，中国驻韩国大使馆邢海明与韩国外交部次官补金健会晤，表示会援助10万只N95口罩、100万只医用外科口罩、1万套医用防护服，还愿提供5万人份检测试剂。

### 汶萊收到
2020年3月17日，由深圳猛獁公益基金會（华大基因）捐贈的新冠病毒核酸檢測試劑盒交付汶莱衛生部長。

### 日本收到
2020年2月上旬，日本丰川市曾向中国无锡捐赠了4500只口罩以及防护服等物资。到3月时，随着日本疫情扩大，丰川市医疗物资紧张，无锡筹措5万只口罩回赠。
2020年4月，台灣捐贈日本200萬只口罩。

### 柬埔寨收到
2020年3月24日，中国军方援柬抗疫医疗专家组抵达柬埔寨首都金边，向柬王家军提供支援。这是中国军方首次对外进行疫情防控援助。在柬期间，专家组培训了大批柬军医护骨干，帮助柬军建立和完善了全流程的新冠疫情预防和处置能力。5月22日，柬埔寨副首相兼国防部大臣迪班授予专家组皇家高级优异军官勋章。
2021年2月7日，中国援助柬埔寨首批60万剂2019冠状病毒病疫苗BBIBP-CorV由中国人民解放军空军一架运-20军用运输机从北京运抵金边，供柬埔寨民众和军队紧急使用。

### 巴基斯坦收到
2020年3月28日，由国家卫健委组建、新疆维吾尔自治区选派的中国政府赴巴基斯坦抗疫医疗专家组抵达巴基斯坦，为当地疫情防控提供咨询、培训和指导，同时携带了中国捐赠的医疗救治物资。
2020年4月24日和25日，应巴基斯坦军队请求，经中央军委批准，中国人民解放军派出3架空军专机向巴基斯坦军队提供紧急抗疫物资援助，并派出军队抗疫专家组抵巴开展防疫工作。这是运-20运输机首次出国执行任务，专机携带的防疫物资包装贴有“兄弟同心，其利断金”。
2020年5月12日，应巴基斯坦军队请求，经中央军委批准，中国人民解放军再次派出空军专机向巴基斯坦军队紧急援助第二批巴方急需的疫情防控物资。
2021年1月31日及2月7日，巴基斯坦空军先后两次派出伊尔-78空中加油机赴北京接收中方援助的国药新冠疫苗。

### 印度收到
2020年5月，台灣捐贈印度100萬只口罩。
2021年4月27日，中國駐印使館發言人王小剑表示將鼓勵和指導中國企業積極配合印度采購防疫物資，並向印度提供支持和幫助。并且承諾「如印度提出具体需求，中国愿为印度抗击新一轮疫情提供力所能及的支持和帮助。」
2021年4月28日，美國表示會向印度提供價值一億美元的緊急新冠物資援助，同時會將美國的阿斯利康訂單轉交給印度，預計印度能生產2000萬劑疫苗。
2021年5月1日，台灣捐贈印度150台製氧機。
2021年5月5日，欧洲联盟委员会表示向世界衛生組織提供220萬歐元的緊急新冠援助金，以支持世界衛生組織對印度的支援，其次是用作加强實驗室對新冠病毒的檢測。
2021年5月7日，聯合國秘書長發言人表示聯合國兒童基金會、世界衛生組織和聯合國人口基金已經給印度提供近10000台製氧機和約1000萬只醫用口罩，以支持印度抗擊新冠疫情。

### 哈萨克斯坦收到
2020年4月2日，包括核酸检测试剂盒、红外体温计、一次性手套、鞋套、防护服、护目镜在内的中国政府首批援助哈萨克斯坦的医疗防护物资运抵阿拉木图。
2020年4月9日，应哈萨克斯坦政府邀请，由国家卫健委组建、新疆维吾尔自治区选派的中国政府赴哈萨克斯坦抗疫医疗专家组从乌鲁木齐出发前往努尔苏丹，为当地疫情防控提供帮助，同时携带了新疆维吾尔自治捐赠的包括4.9万只一次性医用口罩、4800只医用N95口罩、2000套医用防护服、2台无创呼吸机等抗疫医疗物资及一批救治药品在内的物资。
2020年5月12、13日，经中央军委批准，中国人民解放军于派空军飞机向哈萨克斯坦军队提供防护服、医用口罩、额温枪等防疫物资。

### 菲律宾收到

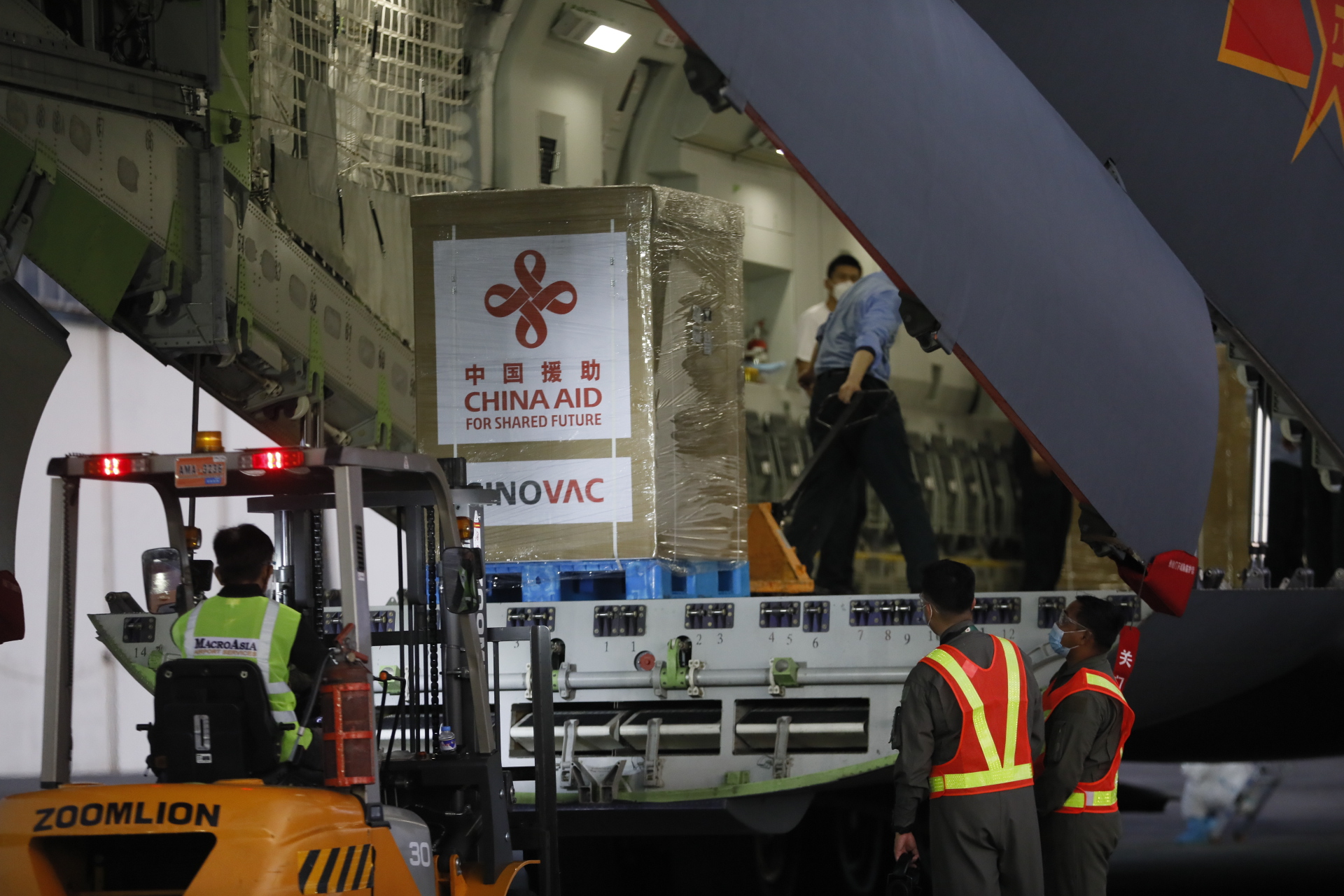
2021年2月28日，中国援助菲律宾的科兴疫苗运抵马尼拉

2020年4月5日，由国家卫健委组建、福建省卫健委选派的中国赴菲律宾抗疫医疗专家组抵达菲律宾首都马尼拉，随机携带并捐赠一批医用N95口罩、医用口罩、医用隔离面罩、医用防护服、呼吸机等急需的医疗防护物资。
2020年5月10日，中国政府再次对菲律宾提供包括100台呼吸机、15万份核酸检测试剂、7万件医用防护服、7万只N95口罩、130万只医用外科口罩和7万个医用护目镜在内的紧急抗疫物资援助。
2020年5月12日、13日，经中央军委批准，中国人民解放军于派空军飞机向菲律宾军队提供防护服、医用口罩、额温枪等防疫物资。
2021年2月28日，中国援助菲律宾的首批科兴生物“克尔来福”疫苗由中国人民解放军空军运-20运输机运抵马尼拉维拉莫军用机场。

### 亚美尼亚收到
2020年4月8日，中国援助的抗疫物资由亚美尼亚政府的一架伊尔-76运输机从中国运抵亚美尼亚首都埃里温，包括医用口罩、防护服、呼吸机。专机携带的防疫物资包装贴有“高山之巅，长江之滨”标语。

### 沙特阿拉伯收到
2020年4月15日，国家卫健委组建、宁夏回族自治区卫生健康委选派的中国政府赴沙特阿拉伯抗疫医疗专家组沙特首都利雅得，协助开展疫情防控工作，专家组还携带了宁夏回族自治区政府捐赠的医疗防护物资，包括红外线人体温度筛选仪、口罩、防护服、护目镜及新冠病毒核酸检测试剂盒等。。

### 缅甸收到
2020年4月24日，中国人民解放军派遣空军专机向缅甸军队援助疫情防控物资，中国军队抗疫专家组同机抵达。专机携带的防疫物资包装贴有“千年胞波情，众志可成城”标语。

### 老挝收到
2020年4月24日，中国人民解放军派遣空军专机向老挝军队援助疫情防控物资，中国军队抗疫专家组同机抵达。专机携带的防疫物资包装贴有“占芭花常开，兄弟情常在”标语。

### 科威特收到
2020年4月27日，中国抗疫医疗专家组从沙特阿拉伯出发抵达科威特协助当地防控疫情。

### 泰国收到
2020年5月12日，中国人民解放军使用运-20运输机向泰国军队提供了紧急抗疫物资援助，包括呼吸机、核酸检测试剂盒、医用口罩防护面罩等。

### 东帝汶收到
2020年5月22日、24日，经中央军委批准，中国人民解放军向东帝汶军队提供口罩、防护服等防疫物资援助。防疫物资包装贴有“睦邻友好，同舟共济”标语。

### 蒙古国收到
2020年5月22日、24日，经中央军委批准，中国人民解放军向蒙古国军队提供口罩、防护服等防疫物资援助。5月26日，交接仪式在乌兰巴托举行。防疫物资包装贴有“时代友好，策马同行”标语。

### 黎巴嫩收到
2020年5月28日，中国人民解放军向黎巴嫩军队援助了一批包括医用口罩、护目镜和防护服在内的抗疫物资。

## 欧洲国家收到

### 意大利收到
3月5日，位于武汉同济医院的医生与位于意大利的医生，通过网络视频的方式展开了疫情防控经验交流。根据意大利红十字会的请求，携带部分医用防护物资。
据不完全统计，截止3月9日，中国已給意大利8.7万只口罩以及其他防疫物资。其中包括温州支援米兰温籍侨团的1.5万只、意大利华人华侨佛教总会的3万只比利时口罩以及瑞安侨务办公室等部门的4.2万只口罩。
3月12日晚，由中国国家卫健委和中国红十字会共同组建的抗疫医疗专家组一行9人，携31吨医疗物资抵达罗马，驰援意大利抗击新冠肺炎疫情。
3月18日，第二批中国抗疫医疗专家组抵达米兰，随机携带了中方捐助的包括呼吸机、双通道输液泵、监护仪、检测试剂等在内的9吨医疗物资。
3月25日，由国家卫健委组建、福建省卫健委选派的中国第三批赴意大利抗疫医疗专家组从福州出发抵达米兰，还携带了呼吸机30台、监护仪20套、防护服3000套、N95口罩2万个、医用口罩30万个、隔离面罩3000个、中成药等医疗物质。

### 塞爾維亞收到

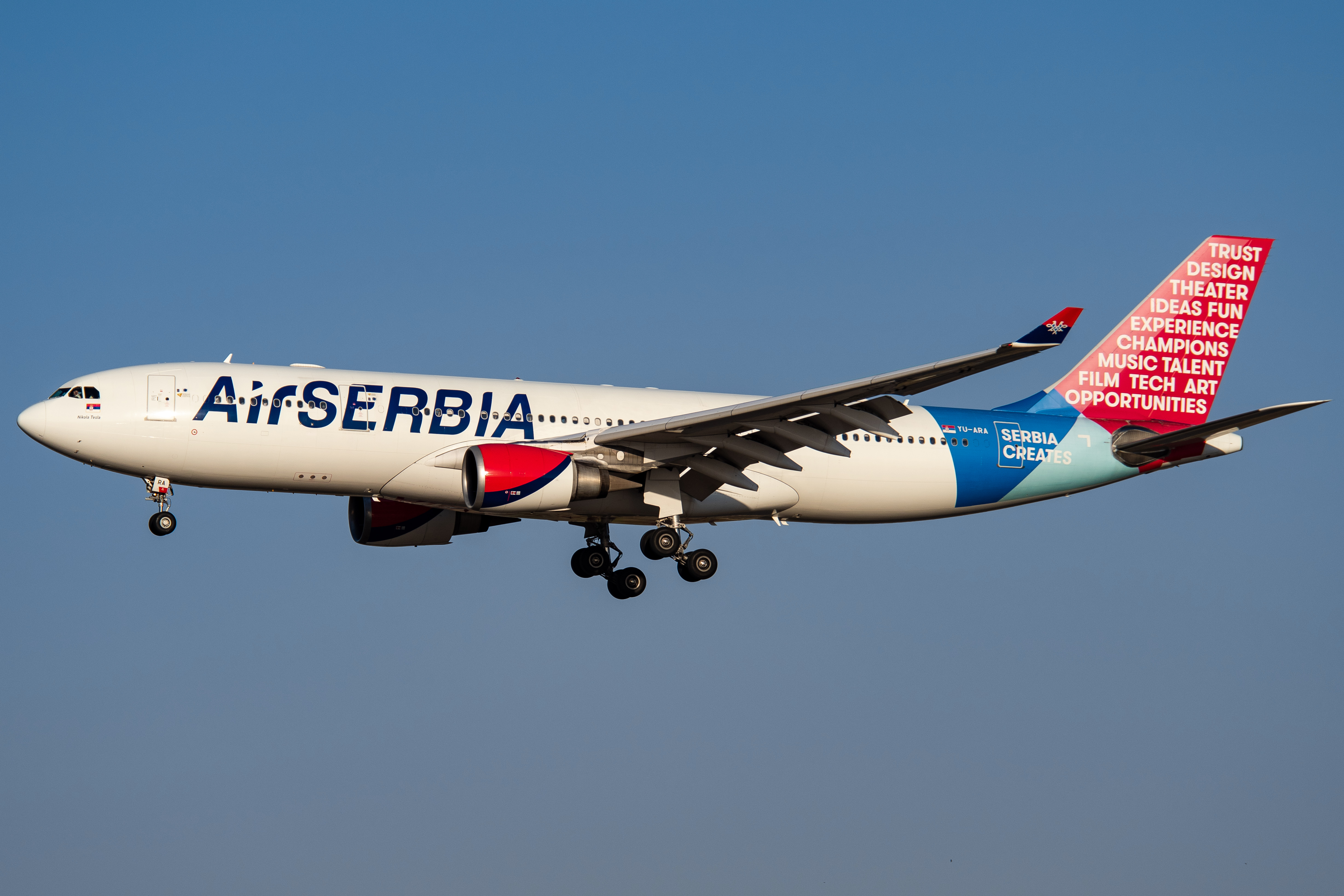
塞尔维亚航空多次派飞机来华运输防疫物资

3月15日晚，由深圳猛獁公益基金會（华大基因）捐贈的新冠病毒核酸檢測試劑盒運抵塞爾維亞首都貝爾格萊德，這是塞爾維亞收到的第一批對抗新冠肺炎的國外援助物資。3月21日，中国赴塞尔维亚抗疫医疗专家组一行6人从广州搭乘塞尔维亚航空JU002次专机赴贝尔格莱德，专机携带的防疫物资包装贴有“铁杆朋友，风雨同行”标签。

### 法国收到
3月18日，台灣捐贈法國口罩等醫療物資。
3月18日，中国向法国提供的医疗物资援助运抵巴黎戴高乐机场。这些物资包括100万只口罩、防护设备、医用手套等。法新社3月19日援引法国外交部长的发言称，为了帮助法国对抗疫情，中国向法国运送了口罩、手套和其他防护设备，并将于法国时间周四运送剩下的物资。

### 波兰收到
波兰外交部3月17日在其官网发布的声明，中国已决定无偿向波兰提供一批紧急医疗物资，其中包括1万份新冠病毒检测试剂、符合欧盟规范的2万只N-95口罩、5000套防护服、5000副医疗护目镜、10000副一次性医用手套、10000双鞋套。
2020年4月12日，波兰铜业集团租用全球最大运输机安-225前往天津运输防疫物资，这是新冠肺炎疫情爆发以来，安-225首次来华执行物资运输任务。

### 俄罗斯收到
2020年5月22日、24日，经中央军委批准，中国人民解放军向俄罗斯军队提供口罩、防护服等防疫物资援助。防疫物资包装贴有“守望相助，精诚协作”标语。

### 白俄羅斯收到

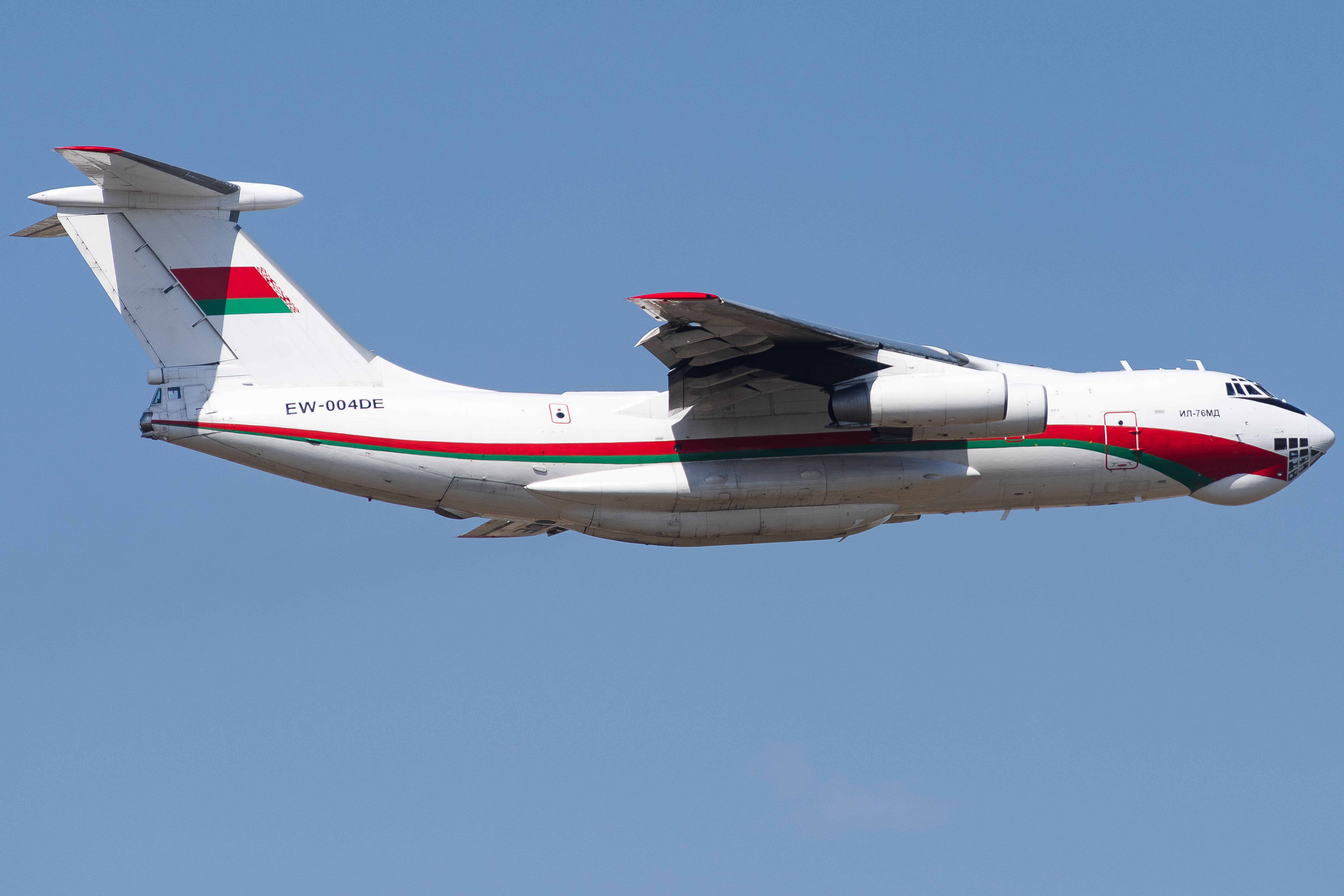
运输疫苗的白俄罗斯空军伊尔-76从北京首都国际机场起飞

2021年5月18日，中國政府第二批無償援助白俄羅斯的新冠病毒疫苗運抵明斯克市郊的馬丘里希軍用機場。中國駐白俄羅斯大使谢小用和白俄羅斯衛生部長皮涅维奇在機場出席交接儀式並共同簽署疫苗交接證書。同中方第一批援助白俄羅斯的疫苗一样，第二批援白疫苗同样是由中国国药集团研發的眾愛可維疫苗。

## 美洲国家收到

### 委内瑞拉收到
根据委内瑞拉政府网站及路透社消息，当地时间3月19日，一批医疗援助物资从中国运抵委内瑞拉，其中包括4000套新冠病毒检测试剂盒、防护服、手套等。
2020年3月30日，由国家卫健委组建、江苏省卫健委选派中国政府赴委内瑞拉抗疫医疗专家组抵达委内瑞拉首都加拉加斯，协助委方开展新冠肺炎疫情防控工作。

### 美国收到
3月26日，华为向纽约州捐赠了了10000个N95口罩、20000件防护服、10000双手套和50000个护目镜。
4月4日，纽约州州长库莫在新闻发布会上表示该州从中国收到捐赠的1000台呼吸机。该批物资是马云和蔡崇信在中国政府的协助下捐赠的。
2020年4月，台灣捐贈美國200萬只口罩，並將捐贈第二波口罩協助美國疫情嚴峻的州。
2020年4月下旬，中国国际航空曾创下单日6架客机赴纽约运输防疫物资的纪录。

### 加拿大收到
2020年5月11日，中国政府捐赠给加拿大的一批医疗物资运抵加拿大安大略省汉密尔顿国际机场。该批物资包括医用防护服、护目镜、N95口罩、外科口罩、无菌外科手套、面罩和隔离衣等。中国政府向加方捐赠了总计32吨的医疗物资。除此次到货的物资外，其余的测试盒等将在近期发货。另外，包括广东、江苏、贵州、云南、海南、北京和上海等中国多个地方政府近期也已向加拿大不列颠哥伦比亚省、魁北克省、新斯科舍省、安大略省以及多个城市捐赠大批医用物资。中国银行、阿里巴巴集团、携程等中国企业也向加方捐赠了各种医疗物资。

### 秘鲁收到
2020年5月23日，由国家卫健委组建、广东省卫健委选派的抗疫医疗专家组抵达秘鲁首都利马，为当地防控疫情提供帮助。

## 非洲国家收到

### 埃塞俄比亚收到
2020年4月16日，应埃塞俄比亚政府邀请，国家卫健委组建、四川省卫生健康委选派的中国赴埃塞俄比亚抗疫医疗专家组从成都启程，赴埃塞俄比亚协助开展疫情防控工作，专家组还携带了中国政府捐赠的医疗救治物资。

### 布基纳法索收到
2020年4月16日，应布基纳法索政府邀请，国家卫健委组建、天津市卫生健康委选派的中国政府赴布基纳法索抗疫医疗专家组从天津启程，赴布基纳法索协助开展疫情防控工作。

### 科特迪瓦收到
2020年4月30日，应科特迪瓦政府邀请，中国援助布基纳法索医疗专家组从布基纳法索出发前往科特迪瓦协助当地防控疫情。

### 吉布提收到
2020年4月30日，中国赴埃抗疫医疗专家组从埃塞俄比亚出发前往吉布提协助当地防控疫情。5月10日，吉布提总理卡米勒在人民宫举行授勋仪式，授予中国赴吉布提抗疫医疗专家组组长、四川大学华西医院副院长曾勇教授“军官级独立日勋章”及11名队员“骑士级独立日勋章”以表彰中国赴吉布提抗疫医疗专家组的贡献。

### 津巴布韦收到
2020年5月11日，应津巴布韦共和国邀请，国家卫健委组建、湖南省卫健委选派了12位专家组成中国（湖南）赴津巴布韦抗疫医疗专家组从长沙出发前往津巴布韦协助开展新冠肺炎疫情防控工作。专家组同时携带了由湖南省人民政府捐赠的医疗防护物资。专家组向津巴布韦分享中国抗疫经验和湖南做法，同时实地调研并总结编写了《新冠肺炎疫情防控国家建议书》。专家组受到姆南加古瓦总统接见，姆南加古瓦专程致信感谢，为专家们签发国家荣誉证书。
2021年2月14日，中国向津巴布韦交付的首批2019冠状病毒病疫苗已经交付并装载完毕，这是中国政府向非洲国家提供的首批疫苗援助之一。

### 刚果民主共和国收到
2020年5月11日，中国（河北）赴刚果（金）抗疫医疗专家组从石家庄出发前往刚果（金）协助开展疫情防控工作。

### 阿尔及利亚收到
2020年5月14日，由国家卫健委组建、重庆市人民政府和澳门特别行政区政府共同选派的中国政府赴阿尔及利亚抗疫医疗专家组从重庆出发前往阿尔及利亚帮助当地开展新冠肺炎疫情防控工作。5月28日，专家组离开阿尔及利亚前往苏丹，阿尔及利亚外交部、卫生部官员送行并感谢。

### 赤道几内亚收到
2020年5月25日，中国（湖南）抗疫医疗专家组从津巴布韦出发前往赤道几内亚，为当地防控疫情提供帮助。

### 苏丹收到
2020年5月28日，中国政府抗疫医疗专家组从阿尔及利亚出发前往苏丹首都喀土穆，为当地防控疫情提供帮助。